# Ciudad de pobres corazones (canção)
Ciudad de Pobres Corazones é uma música do roqueiro argentino Fito Páez. A música foi lançada em 1987, com o álbum Ciudad de Pobres Corazones.

## História da Canção
Novembro de 1986. Fito estava no Rio de Janeiro com Charly Garcia, para fazerem um show, quando recebeu a pior notícia da sua vida: tinham assassinado sua avó e sua tia.
É importante esclarecer que Fito perdeu sua mãe quando ele tinha apenas oito meses e foi criado por Zulema Ramirez Paez Belia, avó de Fito Paez, então com 76 anos, e Josefa (Pepa), de 80 anos, sua tia-avó, a quem ele chama de "minha mãe".
O assassinato aconteceu ao meio-dia do dia 7 de novembro de 1986, na casa n. 861 da rua Balcarce, em Rosário. Ambas foram brutalmente assassinadas pelos irmãos Walter e Carlos De Giusti. Paradoxalmente Fito "conhecia" os dois, que, segundo o próprio Fito "eram meio loucos".
As pessoas mais próximas do roqueiro dizem que com a notícia, Fito pulou na cama completamente desolado, e apenas repetia: "Não pode ser, não pode ser, ...". Segundo o próprio Páez, "quando retomei a consciência, eu não sei explicar como deixei o quarto de hotel no Rio em que estava hospedado quando recebi a notícia. Eu destruiu tudo. Foi como um animal enjaulado em sua própria dor. Eu passei o dia todo chorando, bebendo uísque e Lexotanil".
Perseguido pela mídia e preso a uma terrível depressão, fugiu para o Taiti, onde compôs a maioria das músicas do álbum Ciudad de Pobres Corazones. Segundo Fito, "talvez o álbum que nunca quis escrever". Um álbum violento com melodias de pop / rock bastante pesado e letras cheias de impotência e raiva. Canções como "Cidade dos pobres corações" e "Track Track" descrita em forma poética os sentimentos de raiva do autor. É o álbum de carreira com raiva e Fito escuro.

## Versões
- O Fito gravou esta canção algumas vezes. Uma versão acústica, presente no álbum Euforia. E versões ao vivo em Mi vida con ellas - com participações especiais de Gustavo Cerati e Charly García, em No sé si es Baires o Madrid, e em XX años del amor despues del amor (bonus track do DVD), com participação de Charly García.

## Prêmios e honrarias
- Em 2002, a revista Rolling Stone Argentina, juntamente com o canal a cabo MTV, rankearam esta canção na 17ª posição dos 100 maiores hits do rock argentino pela Rolling Stone e MTV.[3][4][5]

- Em 2007, o canal VH1 Latinoamérica fez a lista "As maiores canções em espanhol dos anos 80". "Ciudad de pobres corazones" ficou rankeada na 19a posição.[6]